# Harry Kupfer
Pour les articles homonymes, voir Kupfer.
Harry Kupfer (né à Berlin le 12 août 1935 et mort dans la même ville le 30 décembre 2019) est un metteur en scène allemand d'opéras. 
Directeur de longue date du Komische Oper Berlin, il a travaillé pour de grands opéras et festivals internationaux. Formé par Walter Felsenstein, il met en scène dans la tradition de la mise en scène réaliste. Au festival de Bayreuth, il monte Der Fliegende Holländer de Wagner en 1978 et Der Ring des Nibelungen en 1988. Au Festival de Salzbourg, il a dirigé la création de Die Schwarze Maske de Penderecki en 1986 et Der Rosenkavalier de Richard Strauss en 2014.

## Biographie

### Carrière
Né à Berlin, Harry Kupfer étudie le théâtre à la Theaterhochschule de Leipzig de 1953 à 1957. En 1958, il est assistant-réalisateur au Landestheater Halle, où il dirige son premier opéra, Rusalka de Dvořák. De 1958 à 1962, il travaille à l'opéra de Stralsund, puis à celui de Karl-Marx-Stadt, puis, à partir de 1966, en tant que directeur d'opéra au Théâtre national de Weimar. Il est chargé de cours à la Hochschule für Musik Franz Liszt de Weimar de 1967 à 1972. En 1971, il est invité par le Staatsoper Berlin pour mettre en scène Die Frau ohne Schatten de Richard Strauss.
Harry Kupfer est directeur de l'opéra au Staatsoper de Dresde de 1972 à 1981. En 1973, il met en scène pour la première fois à l'étranger Elektra de Richard Strauss à l'opéra de Graz. Il est depuis 1977 professeur à la Hochschule für Musik Carl Maria von Weber de Dresde. En 1978, il est invité à mettre en scène Der Fliegende Holländer de Wagner au Festival de Bayreuth, sous la direction musicale de Dennis Russell Davies. Il met en scène l'histoire avec une interprétation psychologique des imaginations et d'obsessions de l'héroïne Senta[style à revoir].
Harry Kupfer est directeur principal du Opéra-Comique de Berlin à partir de 1981. En même temps, il est professeur à l'Académie de musique Hanns Eisler. Il met en scène des opéras de Mozart dans l'ordre de leur composition, notamment Die Entführung aus dem Serail en 1982 et Così fan tutte en 1984. Il a également mis en scène, entre autres, Die Meistersinger von Nürnberg de Wagner en 1981, La Bohème de Puccini en 1982, Lear de Reimann, Rigoletto de Verdi et Boris Godunov de Mussorgsky en 1983. Il met en scène à Berlin la création de Judith (Matthus) (en) de Siegfried Matthus et, en 1988, Der Ring des Nibelungen de Wagner au festival de Bayreuth.
Harry Kupfer a mis en scène plusieurs opéras, dont Levins Mühle (de) d'Udo Zimmermann au Staatstheater de Dresde en 1973, dirigé par Siegfried Kurz. Il met en scène en 1975, pour sa création en RDA, Moses und Aron de Schönberg, également dirigée par Kurz. En 1979, il met en scène la création mondiale de Der Schuhu und die fliegende Prinzessin de Zimmermann, dirigée par Max Pommer, ainsi que la création de Antigone ou die Stadt de Georg Katzer au Komische Oper Berlin en 1991, dirigée par Jörg- Peter Weigle, la comédie musicale Mozart du librettiste Michael Kunze et du compositeur Sylvester Levay au Theater an der Wien en 1999, dirigée par Caspar Richter (de), et en 2000, Bernarda Albas Haus de Reimann, à l'Opéra national de Bavière, dirigé par Zubin Mehta. Harry Kupfer a co-écrit avec le compositeur Krzysztof Penderecki le livret de l'opéra Die Schwarze Maske de Penderecki. Il a mis en scène sa création mondiale en 1986 à Salzbourg et sa création américaine à l' Opéra de Santa-Fe en 1988.

### Famille
Harry Kupfer et son épouse, la professeure de musique et soprano Marianne Fischer-Kupfer (de), ont eu une fille, Kristiane Kupfer (de), qui est actrice,.

## Style
Harry Kupfer a travaillé dans la tradition de la mise en scène réaliste, telle que développée par Walter Felsenstein et pratiquée notamment au Komische Oper de Berlin. Les œuvres sont interprétées en mettant l’accent sur les implications qui en découlent ; les actions sur scène, les conflits et le développement du drame sont liés à la partition et à la logique des relations entre les personnages. Kupfer a toujours travaillé individuellement avec les chanteurs, y compris les membres du chœur, en quête de talent pour le jeu d'acteur et pour la crédibilité des actions. Harry Kupfer soutient la conviction de Giorgio Strehler pour un « théâtre humain » (« menschliches Theater »). Les personnages sont, dans la tradition de la méthode du théâtre dialectique de Bertolt Brecht, toujours placés dans un contexte politico-historique qui détermine au moins en partie leurs actions.

## Mises en scène
L'Académie des arts de Berlin énumère plusieurs de ses mises en scène, notamment :
- 1958 : Dvořák : Rusalka, Halle
- 1971 : Richard Strauss : Die Frau ohne Schatten, Staatsoper Berlin, Otmar Suitner
- 1972 : Mozart : Die Hochzeit des Figaro, Staatstheater Dresden, Siegfried Kurz (en)
- 1972 : Verdi : Otello, Staatsoper Berlin, Wolfgang Rennert
- 1973 : Udo Zimmermann : Levins Mühle (de), création, Staatstheater Dresden, Siegfried Kurz[5]
- 1975 : Schönberg : Moses und Aron, GDR première représentation, Staatstheater Dresden, Siegfried Kurz[6]
- 1975 : Wagner : Tristan und Isolde, Staatstheater Dresden, Marek Janowski
- 1975 : Berg : Wozzeck, Opernhaus Graz, Gustav Erny
- 1976 : Borodin : Prince Igor, Det Kongelige Teater, Wolfgang Rennert
- 1976 : Udo Zimmermann : Der Schuhu und die fliegende Prinzessin, premiere, Staatstheater Dresden, Max Pommer[7]
- 1977 : Richard Strauss : Elektra, De Nederlandse Opera, Amsterdam, Michael Gielen
- 1978 : Wagner : Der fliegende Holländer, Bayreuth Festival, Dennis Russell Davies[14]
- 1979 : Berg : Lulu, Oper Frankfurt, Michael Gielen
- 1980 : Tchaikovsky : Eugen Onegin, Staatstheater Dresden, Herbert Blomstedt
- 1981 : Leoš Janáček : Jenůfa, Oper Köln, Gerd Albrecht
- 1981 : Richard Wagner : Die Meistersinger von Nürnberg, Komische Oper Berlin, Rolf Reuter[14]
- 1982 à 1990 : Cycle Mozart (1982 Die Entführung aus dem Serail, 1984 Così fan tutte, 1986 Die Zauberflöte, 1986 Die Hochzeit des Figaro, 1987 Don Giovanni, 1990 Idomeneo), Komische Oper Berlin
- 1983 : Reimann : Lear, Komische Oper Berlin, Hartmut Haenchen
- 1984 : Puccini : La Bohème, Komische Oper Berlin, Volksoper Wien, Ernst Märzendorfer
- 1984 : Handel : Giustino, Komische Oper Berlin, Hartmut Haenchen
- 1985 : Handel : Belsazar, Hamburgische Staatsoper, Gerd Albrecht
- 1986 : Penderecki : Die schwarze Maske, création, Salzburg Festival, Woldemar Nelson
- 1987 : Bernd Alois Zimmermann : Die Soldaten, Staatstheater Stuttgart, Dennis Russell Davies
- 1988 : Wagner : Der Ring des Nibelungen, Bayreuth Festival, Daniel Barenboim[9]
- 1989 : Richard Strauss : Elektra, Wiener Staatsoper, Claudio Abbado
- 1989 : Tchaikovsky : Die Jungfrau von Orleans, Bavarian State Opera, Gerd Albrecht
- 1991 : Georg Katzer : Antigone oder die Stadt, création, Komische Oper Berlin, Jörg-Peter Weigle[8]
- 1992 : Richard Wagner : Parsifal, Staatsoper Berlin, Daniel Barenboim
- 1993 : Berlioz : La damnation de Faust, Royal Opera House, Colin Davis[9].
- 1994 : Mussorgsky : Khovanshchina, Hamburgische Staatsoper, Gerd Albrecht
- 1995 : Wagner : Die Meistersinger von Nürnberg, De Nederlandse Opera Amsterdam, Gerd Albrecht
- 1996 : Wagner : Lohengrin, Staatsoper Berlin, Daniel Barenboim
- 1997 : Verdi : Macbeth, Bavarian State Opera, Mark Elder
- 1998 : Henze : König Hirsch, Komische Oper Berlin, Yakov Kreizberg
- 1999 : Michael Kunze/Sylvester Levay : Mozart, création, Theater an der Wien, Caspar Richter (de)
- 2000 : Mozart : Titus, Komische Oper Berlin, Yakov Kreizberg
- 2000 : Reimann : Bernarda Albas Haus, création, Bavarian State Opera, Zubin Mehta
- 2001 : Schoeck : Penthesilea, Florence, Gerd Albrecht
- 2002 : Britten : The Turn of the Screw, Komische Oper Berlin, Matthias Foremny (de)[14]
- 2003-2004 : Wagner : Der Ring des Nibelungen, Liceu, Barcelona, Sebastian Weigle
- 2005 : Weill : Aufstieg und Fall der Stadt Mahagonny, Semperoper, Sebastian Weigle
- 2009 : Pfitzner : Palestrina, Oper Frankfurt, Kirill Petrenko
- 2010 : Richard Strauss : Ariadne auf Naxos, Theater an der Wien, Bertrand de Billy
- 2013 : Prokofiev : Der Spieler, Oper Frankfurt, Sebastian Weigle
- 2014 : Richard Strauss : Der Rosenkavalier, Salzburg Festival, Franz Welser-Möst[15]
- 2014 : Wagner : Parsifal, New National Theatre, Tokyo, Taijiro Iimori
- 2015 : Glinka : Iwan Sussanin, Oper Frankfurt, Sebastian Weigle[15]
- 2016 : Beethoven : Fidelio, Staatsoper Berlin, Daniel Barenboim
- 2016 : Shostakovich : Lady Macbeth von Mzensk, Bavarian State Opera, Kirill Petrenko
- 2018 : Verdi : Macbeth, Staatsoper Unter den Linden, Daniel Barenboim

## Enregistrements
Parmi ses productions disponibles en DVD :
- Die Soldaten de Bernd Alois Zimmermann[16]
- Der Fliegende Holländer de Wagner (Bayreuth, 1985)[17]
- Der Ring des Nibelungen (Bayreuth) de Wagner[18],[19]
- L' anneau des citoyens de Wagner (Gran Teatre del Liceu, Barcelone, 2005)[20]
- Elisabeth, Das Musical (Theater an der Wien) [réf. nécessaire]

## Prix
Kupfer est membre de l'Académie des arts de la RDA, de l'Académie des arts de Berlin, de la Freie Akademie der Künste de Hambourg et de la Sächsische Akademie der Künste de Dresde,. Ses récompenses incluent :
- 1968 : Kunstpreis der DDR
- 1983 : Prix national de la République démocratique allemande 1re classe, Art et Littérature
- 1985 : Deutscher Kritikerpreis
- 1993 : Frankfurter Musikpreis
- 1994 : Ordre du Mérite de Berlin
- 1994 : Ours de Berlin
- 2002 : Croix de commandant de l'ordre du mérite de la République fédérale d'Allemagne
- 2005 : Silbernes Blatt de la Dramatiker-Union (de)